# Collins Chabane Local Municipality
Collins Chabane (englisch Collins Chabane Local Municipality) ist eine 2016 gegründete Lokalgemeinde in der südafrikanischen Provinz Limpopo. Sie gehört zum Distrikt Vhembe und entstand aus Teilen der weiterhin existierenden Lokalgemeinden Thulamela und Makhado. Der Verwaltungssitz der Gemeinde befindet sich in Malamulele. Der Bürgermeister war Moses Maluleke, bis er im Juli 2022 ermordet wurde. Sein Nachfolger wurde Shadrack Maluleke.
Die Gemeinde ist nach dem ehemaligen Minister Collins Chabane benannt.

## Städte und Orte
- Malamulele
- Vuwani Town[3]

## Bevölkerung
Auf dem Territorium der Lokalgemeinde leben 347.975 Einwohner (Stand 2020). Davon sind 347.109 Schwarze, 301 Inder/Asiaten, 294 Coloured und 271 Weiße.